# Impuzamugambi
El Impuzamugambi (kinyarwanda: [imhûːzɑmuɡɑmbi], "aquellos con el mismo objetivo") fue una milicia hutu en Ruanda formada en 1992. Junto con la milicia Interahamwe, que se formó antes y tenía más miembros, la Impuzamugambi fue responsable de muchas de las muertes de tutsis y hutus moderados durante el genocidio contra los tutsis de 1994.
Mientras que el Interahamwe estaba dirigida por figuras destacadas del partido gobernante Movimiento Nacional Republicano para la Democracia y el Desarrollo, Impuzamugambi estaba controlada por la dirección de la Coalición para la Defensa de la República y reclutó a sus miembros del ala juvenil de ese partido. El Impuzamugambi, que era un grupo pequeño, estaba menos organizado que el Interahamwe, pero fue responsable de una gran parte de las muertes por genocidio.
Al igual que el Interahamwe, el Impuzamugambi fue entrenado y equipado por las fuerzas del gobierno ruandés y la Guardia Presidencial. Cuando comenzó el genocidio en abril de 1994, ambos grupos actuaron en estrecha colaboración y fusionaron en gran medida sus estructuras y actividades, aunque todavía era evidente cierta distinción en las diferencias en su vestimenta. Algunos genocidas participaron con ambas milicias en las matanzas de tutsis y hutus moderados. Después del principal período de genocidio, miembros de ambas milicias, así como gran parte de la población hutu, huyeron de Ruanda hacia el este de la República Democrática del Congo.
Del liderazgo de la CDR, Hassan Ngeze y Jean-Bosco Barayagwiza fueron los grandes responsables de dirigir el Impuzamugambi. Ambos fueron declarados culpables en 2003 por el Tribunal Penal Internacional para Ruanda de planificar y dirigir el genocidio, la incitación al genocidio y los crímenes de lesa humanidad. Ambos fueron condenados a cadena perpetua. La sentencia contra Barayagwiza luego fue reducida a 35 años debido a una violación parcial del debido proceso. Después de deducir el tiempo ya cumplido, habría permanecido en prisión durante al menos 27 años, pero luego murió.